# SmartOS
 (mars 2018).
Si vous disposez d'ouvrages ou d'articles de référence ou si vous connaissez des sites web de qualité traitant du thème abordé ici, merci de compléter l'article en donnant les références utiles à sa vérifiabilité et en les liant à la section « Notes et références ».

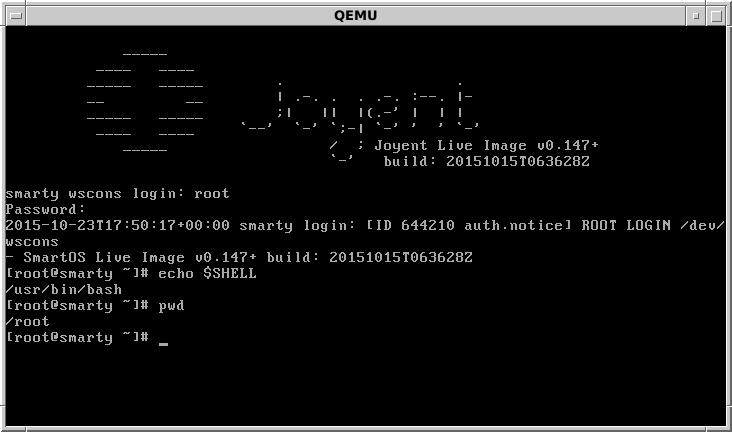
SmartOS bannière et console de connexion depuis la dernière version de SmartOS d'October 2015

SmartOS est un hyperviseur SVR4 libre et open source, basé sur le système d'exploitation UNIX qui combine la technologie OpenSolaris avec la virtualisation Linux KVM. Son noyau principal a contribué au projet d'Illumos. Il intègre plusieurs technologies: Crossbow, DTrace, KVM, ZFS et Conteneurs Solaris (en). Contrairement à d'autres distributions Illumos, SmartOS emploie le gestionnaire de paquet de NetBSD pkgsrc. SmartOS a été conçu spécifiquement pour le cloud computing. Il est développé par la société Joyent (en), mais est un logiciel open source.
SmartOS est un système d'exploitation entièrement en mémoire vive. Il supporte des mécanismes de démarrage divers tels que par clé USB, image ISO ou par le réseau (via PXE).
Il existe plusieurs solutions d'orchestration au-dessus de SmartOS:
- Joyent SmartDataCenter[2]
- Project FIFO[3]